# Béryl Laramé
Béryl Laramé (1º luglio 1973) è un'ex lunghista e triplista seychellese.
Vincitrice di tre medaglie ai Campionati africani, Laramé ha fatto parte della delegazione delle Seychelles ai Giochi olimpici di Atlanta 1996. Nel corso degli anni Novanta ha partecipato ad alcune edizioni dei Mondiali.

## Palmarès
| Anno | Manifestazione           | Sede         | Evento         | Risultato | Prestazione | Note |
| ---- | ------------------------ | ------------ | -------------- | --------- | ----------- | ---- |
| 1993 | Campionati africani      | Durban       | Salto triplo   | Argento   | 12,20 m     |      |
| 1993 | Mondiali                 | Stoccarda    | Salto in lungo | 36ª (q)   | 5,24 m      |      |
| 1994 | Giochi della Francofonia | Bondoufle    | Salto in lungo | 6ª        | 5,84 m      |      |
| 1994 | Giochi della Francofonia | Bondoufle    | Salto triplo   | 12ª       | 11,82 m     |      |
| 1994 | Giochi del Commonwealth  | Victoria     | Salto in lungo | 18ª (q)   | 5,74 m      |      |
| 1995 | Mondiali indoor          | Barcellona   | Salto in lungo | 21ª (q)   | 5,46 m      |      |
| 1995 | Mondiali                 | Göteborg     | Salto in lungo | 33ª (q)   | 5,50 m      |      |
| 1996 | Campionati africani      | Yaoundé      | Salto in lungo | Argento   | 5,98 m      |      |
| 1996 | Giochi olimpici          | Atlanta      | Salto in lungo | 38ª (q)   | 3,88 m      |      |
| 1998 | Giochi del Commonwealth  | Kuala Lumpur | Salto in lungo | 13ª (q)   | 5,68 m      |      |
| 1999 | Giochi panafricani       | Johannesburg | Salto in lungo | 8ª        | 6,10 m      |      |
| 2000 | Campionati africani      | Algeri       | Salto in lungo | Bronzo    | 6,18 m      |      |
| 2001 | Giochi della Francofonia | Ottawa       | Salto in lungo | 7ª        | 5,82 m      |      |